# ベネズエラの鉄道
ベネズエラの鉄道（ベネズエラのてつどう）では、ベネズエラの鉄道について記す。

## 軌間
ベネズエラの鉄道の軌間は標準軌(1.435mm)及び狭軌(1.067mm)が主流である。

## 事業者

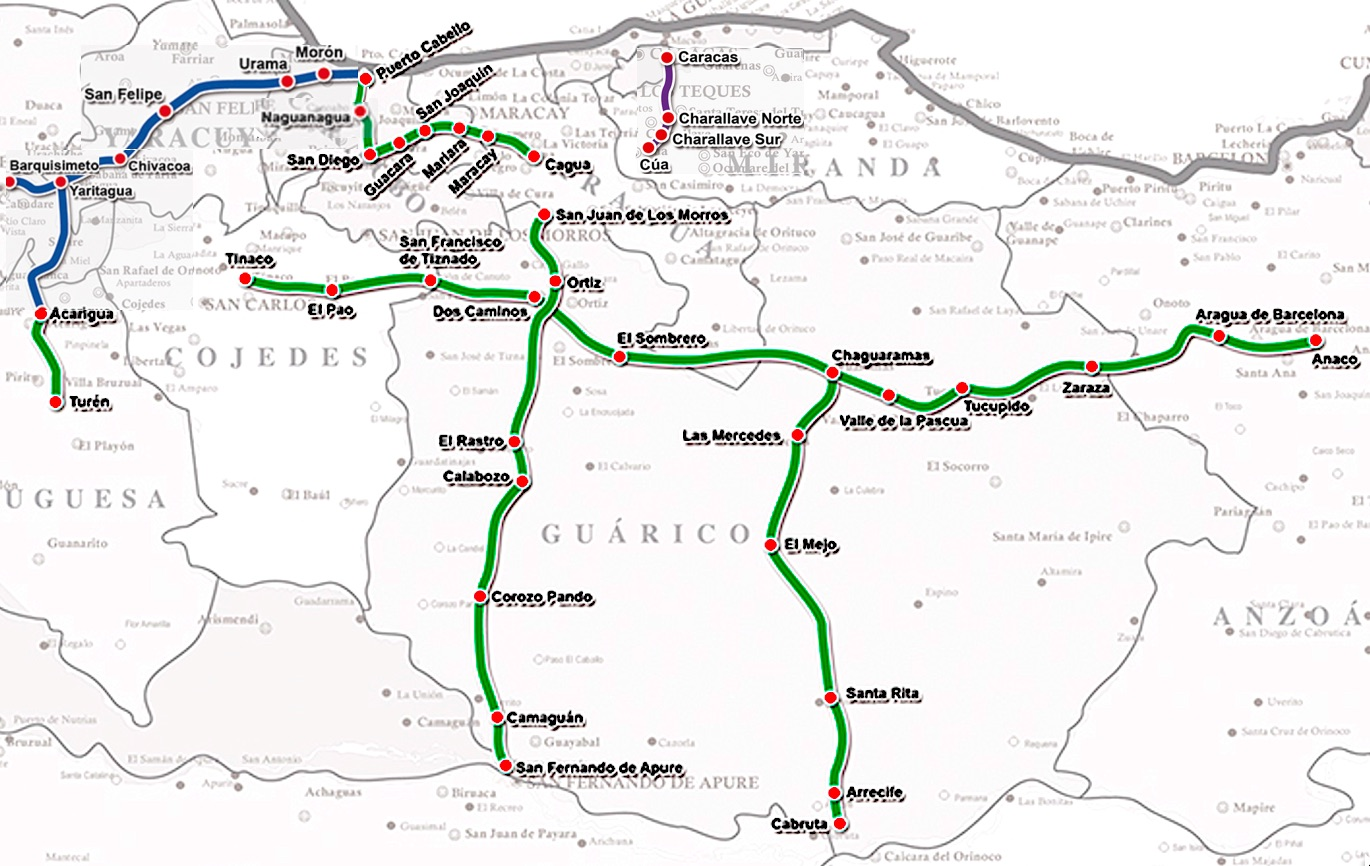
ベネズエラの鉄道網（紫：運行中（ミランダ州内）、青：復旧中、緑：建設中 - 2017年現在）

- ベネズエラ国鉄

## 隣接国との鉄道接続状況
- ガイアナ - 接続なし
- ブラジル - 接続なし
- コロンビア - 接続あり。ただし、運行はしていない。